# Maria Busk Madland
Maria Busk Madland, född 30 maj 1976, är en svensk fotbollstränare och före detta fotbollsspelare (målvakt).
Hon är sedan december 2022 målvaktstränare för Degerfors IF:s herrlag, och är som sådan den enda kvinnliga tränaren i allsvenskan. Tidigare har hon varit målvaktstränare i Mallbackens IF, FBK Karlstad och Karlstad BK.
Under sin aktiva karriär var hon målvakt för QBIK. Hon representerade även IFK Skoghall och Hertzöga BK (moderklubb).